# Negrilești (Galați)
Negrilești is een Roemeense gemeente in het district Galați.
Negrilești telt 2866 inwoners.